# Município de Virginia (condado de Coshocton, Ohio)
O município de Virginia (em inglês: Virginia Township) é um município localizado no condado de Coshocton no estado estadounidense de Ohio. No ano de 2010 tinha uma população de 596 habitantes e uma densidade populacional de 9,19 pessoas por km².

## Geografia
O município de Virginia encontra-se localizado nas coordenadas 40° 11′ 33″ N, 81° 56′ 36″ O. Segundo a Departamento do Censo dos Estados Unidos, o município tem uma superfície total de 64.86 km², da qual 64,33 km² correspondem a terra firme e (0,81 %) 0,53 km² é água.

## Demografia
Segundo o censo de 2010, tinha 596 pessoas residindo no município de Virginia. A densidade populacional era de 9,19 hab./km². Dos 596 habitantes, o município de Virginia estava composto pelo 97,65 % brancos, o 0,5 % eram amerindios, o 0,34 % eram asiáticos e o 1,51 % eram de uma mistura de raças. Do total da população o 0 % eram hispanos ou latinos de qualquer raça.